# Jean-Luc Domenge
Pour les articles homonymes, voir Domenge.
Jean-Luc Domenge est un écrivain et poète français d'expression provençale. Il est particulièrement connu pour ses collectages de contes, récits et chansons traditionnels, pour son étude des dialectes de l'occitan, son engagement dans la revalorisation des archives sonores du provençal et sa connaissance des  formes de littératures traditionnelles provençales.

## Biographie
Né le 22 août 1962 à Draguignan, fils de l'historien local Georges Domenge (d), Jean-Luc Domenge apprend le provençal au sein de sa famille.
Il devient instituteur après avoir suivi les cours de l'école normale de cette commune. Il enseigne également en parallèle le provençal à l'école Marie-Curie jusqu'en 2012, et dans le cadre associatif du Centre culturel provençal de Draguignan. Il anime également des stages organisés par Lou Prouvençau à l'escolo, et d'autres dans le cadre du festival de Martigues.
En 1986, il monte avec son ami Patrice Gauthier le groupe de musique Nosto Modo, qui durant dix ans se produit dans le Midi en chantant en provençal, dans l'esprit des anciennes veillées.
En 1992, il fonde la société d'histoire locale Petra Castellana, qu'il préside. Il crée aussi le musée du Moyen-Verdon à Castellane, où il organise des expositions.
D'abord mainteneur du Félibrige en 1980 (mantenèire en provençal), il devient syndic de la maintenance de Provence en 1993. Responsable du bulletin Talfort, il organise la mise en place du Centre d'oralité de la langue d'oc à Aix-en-Provence, puis quitte cette fonction en 2006. Il est ensuite élu majoral du Félibrige en 1999, où il est détenteur de la cigale de Nice, succédant ainsi à René Jouveau. Il édite aussi L'Armana di felibre (l'Almanach des félibres).
Membre de la Société d'études scientifiques et archéologiques de Draguignan et du Var, il est vice-président de l'Association varoise pour l'enseignement du provençal et membre de la commission des langues régionales de l'académie de Nice.
Rédacteur en chef du Terraire pendant dix-sept ans, il collabore également aux Annales (devenues Cahiers) de Haute-Provence, à L'Astrado, et à L'AVEP.

## Production intellectuelle et littéraire
En 1984, il est lauréat de la Fondation de Lourmarin Laurent-Vibert. De 1985 à 2000, il réalise alors  une campagne de collectage de la mémoire populaire provençale, aussi bien écrite qu'orale, dans les départements du Var et des Alpes de Haute Provence. Il reçoit le prix de la Vocation provençale du musée Vouland en 1986.
À partir de ses recherches il publie en 2003 un volume consacré aux Contes merveilleux de Provence, et reprenant 154 contes, dont trois connaissent quinze versions différentes, avec leur traduction française,. Il poursuit son travail en 2006 avec un deuxième volume, les Contes du Diable et de l'Ogre en Provence, qui rassemble 37 pièces avec leurs variantes, ainsi qu'une bibliographie des autres recueils de l'aire occitane. Jean-Claude Roux (d) y voit une « somme » qui s'inscrit dans la continuité d'Arnold van Gennep et Paul Sébillot. Il fait preuve dans ces volumes « d'une grande précision », indiquant par exemple la généalogie précise et exhaustive de chaque version des contes, mais aussi si le texte est dans le registre oral ou écrit, transcrit ou remémoré par un ancien. Les contes sont enfin reliés aux contes-types, et accompagnés d'une bibliographie détaillée.
En 2004, il édite de façon posthume les papiers de Jean Caire, complétés par des entretiens avec cet auteur. Selon Josiane Bru, ces derniers « témoignent de la vie et des reconfigurations des rapports humains entre les habitants de la région du Haut-Verdon ».
En 2009, ses Chants d'amour de Provence sont la première anthologie de chants provençaux depuis Damase Arbaud. Des chanteurs contemporains y puisent alors.
Poète, il est l'auteur du recueil Arbasìo, demeuré inédit. Il donne aussi des traductions des auteurs roumains Lucian Blaga et Ion Vinea, chez qui il trouve des « résonances » avec ses propres textes.
En 2011, il obtient le 51e grand prix littéraire de Provence pour l'ensemble de son œuvre,.

## Ouvrages
- Vie et Traditions à Castellane et dans la Vallée du Moyen Verdon, Castellane, Petra Castellana, 1993.
- Grammaire du provençal varois, La Farlède, Association varoise pour l'enseignement du provençal, 1998  (ISBN 2-9512272-0-5)  — réédité en 1999 et 2002.
- Éd. de Damase Arbaud, Chants populaires de la Provence (1864), t. II, Spéracèdes, Canta lou Pais, 1999  (ISBN 2-906339-45-8).
- Laus de Reinié Jouveau, Aix-en-Provence, Félibrige, 2000 (lire en ligne).
- Avec Annick Fédensieu (d) et Nathalie Moulin (d) (ill. François-Xavier Émery), Mémoire et paysages du Verdon : le dit de l'arbre, Manosque, Le Bec en l'air, 2002.
- Contes merveilleux de Provence (préf. Jean-Noël Pelen), Grasse, Tac motifs, 2003  (ISBN 2-906339-54-7)  — réédité en 2012.
- Éd. de Jean Caire, Les Papiers de Jean Caire : mémoire, lieux et récits du val d'Allos, Forcalquier, Les Alpes de lumière, 2004  (ISBN 2-906162-69-8).
- Contes du Diable et de l'Ogre en Provence (préf. Philippe Martel), Tac motifs, 2005  (ISBN 2-9521601-6-3).
- Avec Laurence Déou (d) et Gaël Princivalle (préf. Luc Charles-Dominique), Chansons d'amour en Provence, Tac motifs, 2009  (ISBN 978-2-916723-32-7)  — réédité en 2010.
- Éd. d'Étienne Garcin (préf. René Merle et Richard Strambio (d)), La Roubinsouno prouvençalo, Toulon, Les Presses du Midi, 2010  (ISBN 978-2-8127-0127-6).
- Avec Marlène Nabeth (préf. Claude Ribouillault), Rose Salle, chanteuse et conteuse de Provence, Saint-Cézaire-sur-Siagne, Canta lou païs, 2013  (ISBN 978-2-9541089-1-9).
- Dir. de Langue et mémoire de la Tinée, Draguignan, Centre culturel provençal, 2015  (ISBN 978-2-9534322-5-1).
- Êtres fantastiques en Provence : fées, sorcières, lutins (préf. Patrice Gauthier, ill. Michaël Crosa), Canta lou païs, 2016  (ISBN 978-2-9541089-2-6).
- Avec Florian Mesureux et Marlène Nabeth (préf. Alain Barthélemy-Vigouroux, ill. Michaël Crosa), Jan Petejan, Canta lou païs, 2017  (ISBN 978-2-9541089-3-3).
- Trad. en provençal de Christophe Martin (d), Les Vaillants : les Castellanais dans la Grande guerre : entre réalité et fiction, Hyères, Le Livre de ma vie, 2018  (ISBN 978-2-9566505-0-8).
- Avec Florian Mesureux et Marlène Nabeth (préf. Alain Barthélemy-Vigouroux, ill. Michaël Crosa), Ploum débi débo, Canta lou païs, 2019   (ISBN 978-2-9541089-4-0).
- Avec Florian Mesureux (préf. Jean-Bernard Plantevin, ill. Michaël Crosa), Recueil des Noëls populaires de Provence, Canta lou païs, 2021  (ISBN 978-2-9541089-9-5).
- Avec Marie-Virginie Delorme, Chansons nouvelles du Carrateyron, Sérignan-du-Comtat, Bravay, 2021  (ISBN 978-2-9573740-1-4).
- Pierres, trésors et dragons : légendes populaires de Provence (préf. Alice Joisten, ill. Michaël Crosa), Canta lou païs, 2021  (ISBN 978-2-9541089-6-4).
- La Vache sur le clocher et autres contes à rire en Provence (préf. Josiane Bru, ill. Michaël Crosa), Canta lou païs, 2024  (ISBN 978-2-9580910-0-2).